# Арава (Папуа — Новая Гвинея)
Арава (англ. Arawa) — город в Папуа — Новой Гвинее, бывшая столица Республики Северных Соломоновых островов и, возможно, будущая столица Автономного региона Бугенвиль и района Северный Бугенвиль (в настоящее время роль их столицы играет город Бука).

## Общая информация
Город расположен в центральной части восточного побережья острова Бугенвиль, на высоте 5 м над уровнем моря. Является крупнейшим населённым пунктом на острове и третьим по населению в стране. После 1998 года, когда закончилась гражданская война за независимость острова, в ходе которой  столица Северных Соломоновых островов Арава была разрушена, столица была перенесена в город Бука. В будущем столицу планируется вернуть в Араву.
До Аравы столица региона располагалась на островке Сохано, около Буки.

## География
Город лежит на восточном берегу острова Бугенвиль, его центр расположен между сливающимися при впадении в океан реками Бово и Тапекас.

## Население
По данным на 2013 год численность населения города составляла 38 200 человек.
Динамика численности населения города по годам:
| 1980   | 2013   |
| ------ | ------ |
| 12 623 | 38 200 |